# 譚瑞貞
譚瑞貞（—1958年），化名恤紅生，台灣日治時期有名的講古人、小說家。

## 生平
譚瑞貞，祖籍廣東番禺，居嘉義，至台南經商。 一說曾加入南社。 1930年，參與《三六九小報》之編輯，在小報上刊登古典文言小說《蝶夢痕》，但最終停載。 1943年，賴惠川、賴柏舟、譚瑞貞等人組織詞社「小題吟會」，運作至1951年。

### 註腳
1. 1 2 3 4  柯喬文,  (PDF), 南華大學文學研究所, 2003年6月, （原始内容存档 (PDF)于2019-07-01）
2. ↑  許俊雅. . 台灣文學辭典資料庫.   [2024-09-28]. （原始内容存档于2022-08-23）.